# Бина, Эрик
Эрик Дж. Бина (род. в октябре 1964 года) — американский программист, соавтор Mosaic и соучредитель Netscape. В 1993 году Бина вместе с Марком Андреессеном создали первую версию Mosaic, работая программистом в Национальном центре суперкомпьютерных приложений (NCSA) в Университете штата Иллинойс в Урбана-Шампейн.
Бина учился в Университете штата Иллинойс в Урбане-Шампейне, где получил степень бакалавра компьютерных наук в 1986 году и степень магистра в 1988 году. Он присоединился к NCSA в 1991 году в качестве программиста. Там Бина и Андреессен начали работу над Mosaic в декабре 1992 года, и к марту 1993 года у нее была рабочая версия. Mosaic была размещена в Интернете и известна как первое приложение-убийца, которое популяризировало Интернет. Он является одним из пяти инаугурационных кандидатов в Зал славы всемирной паутины, объявленный на первой международной конференции по всемирной паутине в 1994 году.
В 1995 году Бина и Андреессен были удостоены награды ACM Software System Award.
В 2010 году Бина и Андреессен были включены в Зал инженерной славы Университета Иллинойса.